# Henry James Pye
Henry James Pye (ur. 10 lutego 1744 w Londynie, zm. 11 sierpnia 1813 w Pinner) – angielski poeta, którego twórczość przypada na oświecenie i początki romantyzmu. W roku 1790 otrzymał tytuł poeta-laureat. W 1784 roku został wybrany do parlamentu. Gdy opuścił miejsce w parlamentarnej ławie, został szefem policji w Westminsterze. Jako poeta był autorem między innymi tomu Poems on various subjects (Wiersze na różne tematy). Wydał też poemat Beauty. Poza tym napisał tragedię Adelaide. 
Ambitną próbą rodzimej wielkiej epoki był obszerny poemat Alfred. Dzieło Pye’a, podobnie jak inne ówczesne utwory o anglosaskim władcy Alfredzie Wielkim, poematy Johna Fitchetta i Josepha Cottle'a miało budzić w Anglikach uczucia patriotyczne i dumę narodową, niezwykle istotne w latach walk z Napoleonem. O literackich portretach króla Alfreda pisał Simon Keynes.
Współcześnie Henry James Pye należy do autorów zapomnianych.